# Adela Montesinos
Adela Montesinos y Montesinos (Lima, 12 de septiembre de 1910-Ibidem, 2 de abril de 1976) fue una poeta peruana.

## Biografía
Hija de Guillermo Montesinos Pastor y de María Julia Montesinos Martínez. Hermana del senador Alfonso Montesinos y Montesinos.
Desde los 19 años comenzó a publicar en el diario Noticias bajo el seudónimo "Alma Moreva".
Se trasladó a Lima y se unió a movimientos de izquierda junto a Ángela Ramos y Zoila Aurora Cáceres Moreno.
En 1929 participó en la fundación del Partido Socialista en Arequipa. Ingresó al Partido Comunista Peruano a finales de 1930, pocos meses de la muerte de José Carlos Mariátegui. En 1931 se convirtió en la primera mujer que habló a nombre de su partido en una manifestación política.
Se casó con Pompeyo Herrera Mejía, dirigente político en la Universidad Nacional Mayor de San Marcos. Herrera fue apresado durante el gobierno de Luis Miguel Sánchez Cerro y luego deportado a Chile, de modo que Adela debió exiliarse allí con él y su hijo. A los pocos meses, Herrera falleció a consecuencia de una tuberculosis.
En Santiago de Chile, Montesinos participó en el Movimiento Pro-Emancipación de las Mujeres de Chile junto a Elena Caffarena y Marta Vergara. Escribió artículos bajo el seudónimo "Fernanda Martínez" en el periódico La Mujer Nueva.
En 1936 fundó Acción Femenina junto a Alicia del Prado. Dicha organización fue declarada ilegal por el gobierno de Manuel Odría.
De regreso en el Perú se estableció en Arequipa y tuvo un segundo matrimonio. 
Participó en la fundación de la Asociación de Escritores y Artistas (ANEA), en la cual fue bibliotecaria.
Falleció el 2 de abril de 1976.

## Reconocimientos
En 2022 recibió un reconocimiento póstumo por parte del Ministerio de la Mujer y Poblaciones Vulnerables (MIMP) del Estado Peruano, el cual, mediante un decreto en ocasión del 8 de marzo, otorgó la condecoración “Orden al Mérito de la Mujer” a Adela Montesinos y otras 24 mujeres peruanas, siendo destacadas por su tarea en la defensa de los derechos y por promover la igualdad de género. En particular, Montesinos fue reconocida por su "contribución en la defensa y promoción de los derechos de las mujeres".

## Obras
- Arcos hondos (1973).[7]